# Germaine Loosveldt
Germaine Loosveldt (Halewijn, 24 augustus 1891 - Antwerpen, 31 december 1960) was een Belgische actrice. 

## Filmografie
- De Witte (1934)
- Alleen voor U (1935)
- Uilenspiegel leeft nog (1935)
- Een engel van een man (1939)
- Met den helm geboren (1939)
- Het huis van Bernarda Alba (1959)
- De zaak M.P. (1960)
- Mijn hart is het Hoogland (1960)
- De boodschap aan Maria (1960)
- Een stok in het wiel (1960)